# Khatuna Lorig
Khatuna Lorig (nacida Jatuna Kvrivishvili, en ruso: Хатуна Квривишвили, en georgiano: ხათუნა ქვრივიშვილი; Tiflis, URSS, 1 de enero de 1974) es una deportista estadounidense de origen georgiano que compitió en tiro con arco, en la modalidad de arco recurvo.
Participó en cinco Juegos Olímpicos de Verano, entre los años 1992 y 2012, obteniendo una medalla de bronce en Barcelona 1992, en la prueba por equipo (junto con Liudmila Arzhannikova y Natalia Valeeva), el quinto lugar en Pekín 2008 y el cuarto en Londres 2012, en la prueba individual.
Ganó una medalla de plata en el Campeonato Mundial de Tiro con Arco al Aire Libre de 2013 y tres medallas en el Campeonato Europeo de Tiro con Arco al Aire Libre, en los años 1990 y 1992.

## Palmarés internacional
| Representando a la URSS           |                    |                   |              |
| Campeonato Europeo al Aire Libre  |                    |                   |              |
| Año                               | Lugar              | Medalla           | Prueba       |
| 1990                              | Barcelona (España) | Medalla de bronce | Equipo       |
| Representando al Equipo Unificado |                    |                   |              |
| Juegos Olímpicos                  |                    |                   |              |
| Año                               | Lugar              | Medalla           | Prueba       |
| 1992                              | Barcelona (España) | Medalla de bronce | Equipo       |
| Representando a la CEI            |                    |                   |              |
| Campeonato Europeo al Aire Libre  |                    |                   |              |
| Año                               | Lugar              | Medalla           | Prueba       |
| 1992                              | La Valeta (Malta)  | Medalla de oro    | Individual   |
| 1992                              | La Valeta (Malta)  | Medalla de oro    | Equipo       |
| Representando a Estados Unidos    |                    |                   |              |
| Campeonato Mundial al Aire Libre  |                    |                   |              |
| Año                               | Lugar              | Medalla           | Prueba       |
| 2013                              | Belek (Turquía)    | Medalla de plata  | Equipo mixto |